# Alfred Moore Scales
Alfred Moore Scales, född 26 november 1827 i Reidsville, North Carolina,  död 9 februari 1892 i Greensboro, North Carolina, var en amerikansk demokratisk politiker och militär. Han var ledamot av USA:s representanthus 1857–1859 samt 1875–1884 och North Carolinas guvernör 1885–1889.
Scales studerade vid University of North Carolina at Chapel Hill och inledde sin karriär som advokat i Madison i North Carolina. Han var ledamot av USA:s representanthus i två år i slutet av 1850-talet och elektor för John Cabell Breckinridge i presidentvalet i USA 1860. Han deltog i amerikanska inbördeskriget i Amerikas konfedererade staters armé och befordrades till brigadgeneral. År 1875 tillträdde han på nytt som kongressledamot och avgick efter att ha vunnit guvernörsvalet 1884.
Scales efterträdde 1885 Thomas Jordan Jarvis som guvernör och efterträddes 1889 av Daniel Gould Fowle. Han avled tre år senare och gravsattes på Green Hill Cemetery i Greensboro.